# Junção tripla de Carleova

A junção tripla de Carleova na junção das falhas da Anatólia Oriental e Setentrional

A junção tripla de Carleova (Karlıova) é uma junção geológica tripla de três placas tectônicas: a placa da Anatólia, a placa da Eurásia e a placa da Arábia. A geometria de Carleova é caracterizada por três braços que se cruzam, cada um representando o limite de uma das placas. Os braços se encontram num ângulo de aproximadamente 120 graus, formando uma configuração em forma de Y. O limite da placa árabe se estende para o sudeste, o limite da placa africana se estende para o sudoeste e o limite da placa eurasiana se estende para o norte.